# Wiatrak holenderski w Pietrzykowie
Wiatrak holenderski w Pietrzykowie – wiatrak typu holenderskiego w Pietrzykowie, wybudowany w latach 1780-1790.

## Historia
Budynek postawiono na szczycie wzgórza ponad wsią. Powierzchnia zabudowy na planie koła zajmuje 45 m². Budynek trzykondygnacyjny. Wewnętrzne mechanizmy: głowica, skrzydła, koło paleczne i przeniesienie napędu były wykonane z drewna. Dach nad obrotową głowicą pokryty gontem. Wnętrze budynku zostało przebudowane na początku XX wieku, usunięto z niego większość wyposażenia z wyjątkiem ogromnego koła zębatego na poddaszu. Od tamtej pory wiatrak służył jako schronisko turystyczne, a po II wojnie światowej stał się własnością gminy Dobromierz. W latach 80 XX wieku przebudowano go, dostosowując do celów mieszkaniowych. Od 1984 wpisany na listę zabytków. W listopadzie 2011 przeprowadzono przetarg na jego sprzedaż.